# 亿联网络
厦门亿联网络技术股份有限公司（深交所：300628）是中華人民共和國一家通信终端解决方案提供商。

## 历史
2001年，陈智松、卢荣富、周继伟合伙创立了亿联网络。2001年至2005年，亿联网络的業務以USB电话代工业务為主。2005年後業務拓展至SIP话机（基于Sip协议的VoIP话机）代工業務。後來亿联网络創立品牌Yealink並於2011年放棄代工業務。2015年，亿联推出VCS业务（视频会议系统）。
2017年3月17日，亿联网络在深圳证券交易所创业板上市。亿联网络的发行价格在历史上排名第五。
2018年，亿联成为微软战略合作伙伴，并參與开发了微软的Microsoft Teams桌面电话。2020年，亿联將業務拓展至云办公终端，涉及便携式免提会议电话、个人移动办公摄像头、个人移动办公耳麦等产品。
2020年起，亿联网络持续遭到大股东减持，而亿联网络自稱SIP话机销量全球第一引起交易所的关注。

## 外部鏈接
- 官方网站